# Meiacanthus atrodorsalis
Meiacanthus atrodorsalis là một loài cá biển thuộc chi Meiacanthus trong họ Cá mào gà. Loài này được mô tả lần đầu tiên vào năm 1877.

## Từ nguyên
Từ định danh atrodorsalis được ghép bởi hai âm tiết trong tiếng Latinh: atro (hoặc ater, “đen thẫm”) và dorsalis (“ở lưng”), hàm ý đề cập đến sọc gần rìa sẫm màu thường xuất hiện trên vây lưng của loài cá này.

## Phân bố và môi trường sống
Từ quần đảo Ryukyu, M. atrodorsalis có phân bố trải dài về phía nam đến bãi cạn Rowley và rạn san hô Great Barrier, về phía đông đến quần đảo Caroline và quần đảo Samoa.
M. atrodorsalis sống trong đầm phá và trên các rạn san hô ở độ sâu đến ít nhất là 30 m.

## Mô tả
Tổng chiều dài lớn nhất được ghi nhận ở M. atrodorsalis là 11 cm. Thân màu xanh lam, sẫm hơn ở đầu và thân trước. Vây lưng màu vàng, có thể xuất hiện sọc đen gần rìa. Hai thùy đuôi vàng.
Số gai vây lưng: 4; Số tia vây lưng: 25–28; Số gai vây hậu môn: 2; Số tia vây hậu môn: 15–18.

## Sinh thái
Trứng của M. atrodorsalis có chất kết dính, được gắn vào chất nền thông qua một tấm đế dính dạng sợi. Cá bột là dạng phiêu sinh vật, thường được tìm thấy ở vùng nước nông ven bờ.
Các loài Meiacanthus đều có tuyến nọc độc trong răng nanh. Do đó, chúng là hình mẫu để nhiều loài khác bắt chước theo, gọi là bắt chước kiểu Bates (loài không độc bắt chước kiểu hình, hành vi của một loài có độc). M. oualanensis được bắt chước bởi cá mào gà Plagiotremus laudandus.
Trong nghiên cứu cho ăn để tối ưu hóa khả năng sống sót và tăng trưởng, cá bột M. atrodorsalis nên được cho ăn luân trùng với mật độ từ 2 đến 20 con mỗi ml, và phần lớn đều ưa tiêu thụ ấu trùng nauplii của tôm Artemia.